# Xiao Yanning
Xiao Yanning (肖雁宁S, Xiāo YànníngP; Dazhou, 23 febbraio 1998) è una sincronetta cinese.

## Palmarès
- Giochi olimpici

Parigi 2024: oro nella gara a squadre.
- Mondiali

Kazan' 2015: argento nel libero combinato.
Budapest 2017: oro nel libero combinato, argento nella gara a squadre (programma tecnico e libero).
Gwangju 2019: argento nella gara a squadre (programma tecnico e libero) e nel libero combinato.
Fukuoka 2023: oro nella gara a squadre (programma libero) e nel libero combinato.
Doha 2024: oro nella gara a squadre acrobatico, nel programma tecnico e nel programma libero
- Giochi asiatici

Giacarta 2018: oro nella gara a squadre.
- Campionati asiatici

Tokyo 2016: argento nel duo (programma tecnico), nella gara a squadre (programma tecnico e libero), nel libero combinato e nell'highlight.
- Mondiali giovanili

Tampere 2014: bronzo nella gara a squadre e nel libero combinato.

### Coppa del Mondo
- 3 podi:
  - 1 vittoria (1 nella gara a squadre)
  - 1 secondo posto (1 nella gara a squadre)
  - 1 terzo posto (1 nella gara a squadre)

#### Coppa del mondo - vittorie
| Data          | Luogo       | Paese   | Disciplina   |
| ------------- | ----------- | ------- | ------------ |
| 6 maggio 2023 | Montpellier | Francia | Team tecnico |
| 6 aprile 2024 | Pechino     | Cina    | Team libero  |